# 강진중학교 축구부
강진중학교 축구부는 전라남도 강진군에 위치한 강진중학교의 축구부이다. 강진중학교가 운영하는 축구부로 1998년에 창단하였다.

## 같이 보기
- 강진중학교